# كامبوريالي
كامبوريالي (بالإيطالية: Camporeale)‏ هي بلدية في مقاطعة باليرمو في صقلية الإيطالية.

## السكان
في سنة 1861 بلغ عدد السكان 3٬169 نسمة، وتطور العدد ليصل في سنة 2011 لـ 3٬448 نسمة.
يظهر هذا المخطط البياني تطور النمو السكاني لـ كامبوريالي